# شتالاج الثامن-دي
```
شتالاج الثامن-دي 
معسكرًا
 ألمانيا 
لأسرى
 
الحرب
 
في
 
الحرب العالمية الثانية
 ( 
شتالاج
 ) يقع في ضواحي Teschen، (الآن 
تشيسكي تشين
، 
جمهورية التشيك
 ). تم بناؤه في مارس 1941 على أساس ثكنات تشيكية سابقة. 
[
1
]
 كان يعرف فيما بعد باسم 
شتالاج الثامن-بي
. 
[
2
]
```

## تاريخ المخيم
تم إنشاء المعسكر في عام 1941 كمعسكر أساسي لعدد من معسكرات العمل ( Arbeitskommando ) لأسرى الحرب الذين يعملون في مناجم وصناعات سيليزيا العليا. وبحلول أوائل عام 1942، كانوا يأويون 7000 سجين من بلجيكا وفرنسا وبولندا ويوغوسلافيا.  في يونيو 1943 تم وضعها تحت السيطرة الإدارية لشتالاج الثامن-بي لامسدورف وتمت إعادة تسميته شتالاج الرابع-بي/زد. في نوفمبر 1943 ، كانت هناك إعادة تنظيم أخرى، تم تغيير اسم لامسدورف إلى «شتالاج344»، وتم نقل عدد كبير من السجناء إلى Teschen، والتي أصبحت شتالاج الثامن-بي.  بسبب هذه التغييرات التنظيمية العددية، هناك ارتباك كبير في حساب عدد السجناء، حتى في السجلات الألمانية الرسمية.
في نهاية عام 1943 كان هناك داخل شتالاج الثامن-بي تيشين حوالي 50000 سجين سوفياتي، و10000 آخرين من دول أخرى،  بما في ذلك بريطانيا العظمى والكومنولث وإيطاليا. بشكل عام كانت الظروف في معسكر تيشين الرئيسي وفي جميع المخيمات الفرعية مؤسفة.

## Arbeitkommandos
من بين المعسكرات الفرعية لشتالاج الثامن-بي تيشين كانت:
- Kommando E535 - منجم Milwitz للفحم "Milwitzgrube" SOSNOWITZ - Milowice (سوسنوفيتش)، معظمهم من نيوزيلنديين.
- كوماندو E715 - بونا ويرك من إي غه فاربن، مونوفيتس، 1400 سجين بريطاني من حملة شمال أفريقيا.